# Olympus OM-D E-M5 III

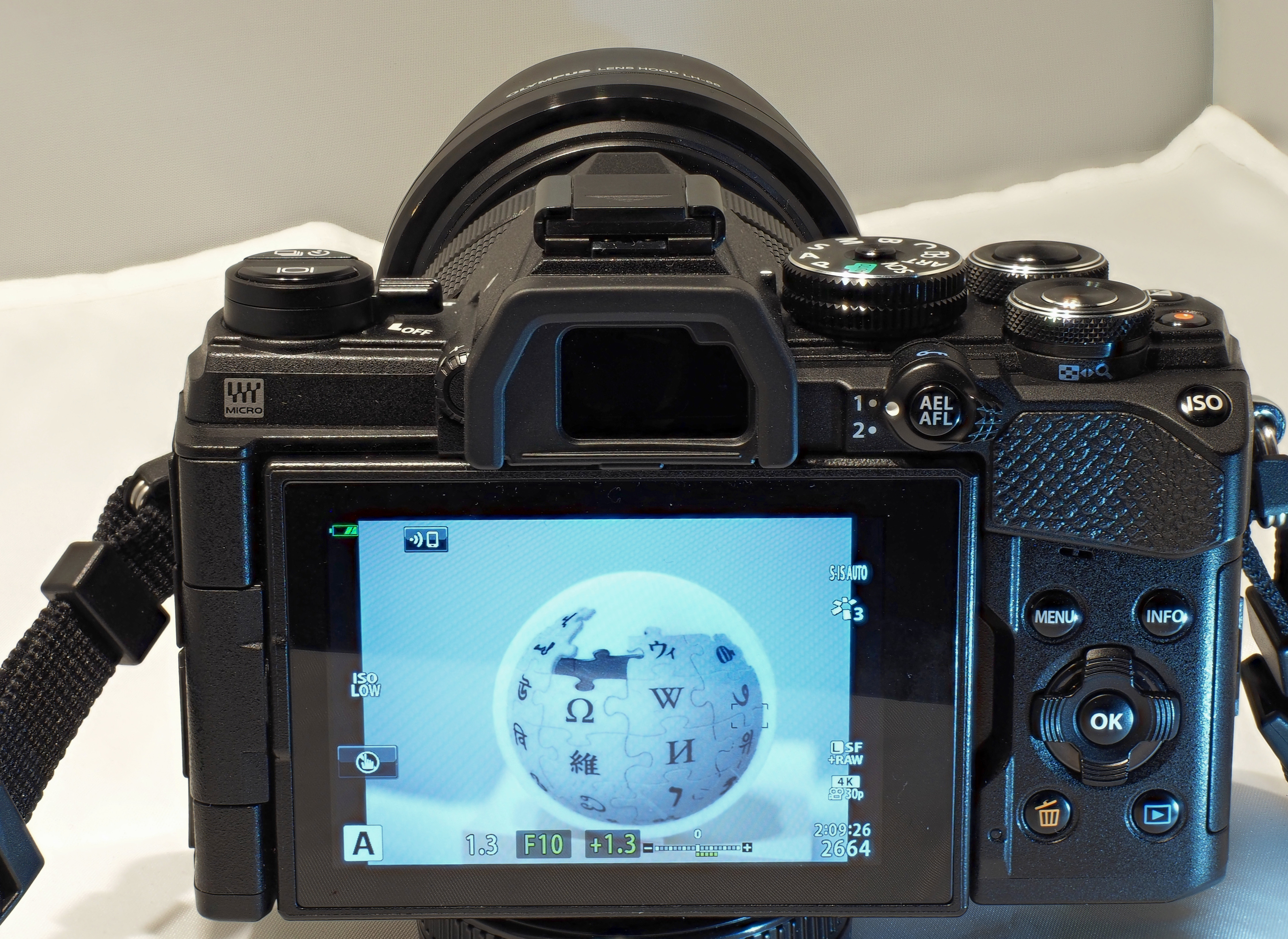
Die Kamera von der Rückseite

Die Olympus OM-D E-M5 Mark III ist eine spiegellose Systemkamera des Herstellers Olympus für das Micro-Four-Thirds-System. Sie ist das Nachfolgemodell der Olympus OM-D E-M5 Mark II und seit November 2019 im europäischen Handel erhältlich.

## Neuerungen
Wichtigste Neuerungen der E-M5 Mark III sind Prozessor und Sensor, die beide von der OM-D E-M1 Mark II übernommen wurden. Dadurch steigt die Auflösung gegenüber der E-M5 Mark II von 16 auf 20 Megapixel, bei High Res Shot-Aufnahmen von 40 auf 50 Megapixel. Die kürzeste Belichtungszeit des elektronischen Verschlusses beträgt nun 1/32.000 s statt zuvor 1/16.000 s. Der neue elektronische Verschluss ermöglicht auch eine höhere Serienbildrate von bis zu 30 Bildern pro Sekunde.
Das Autofokussystem wurde von 81 auf 121 Messfelder erweitert und arbeitet nun mit Hybridautofokus, der die bisherige Kontrastmethode um eine sensorbasierte Phasenkontrastmessung ergänzt.
Mit der E-M5 Mark III können Videoaufnahmen mit 4K-Auflösung (4096 × 2160) und einer Bildfrequenz von 24 Bildern pro Sekunde erstellt werden.
Die externe Steuerung der Kamera ist neben der bisherigen W-LAN Schnittstelle zusätzlich über Bluetooth möglich.